# Era Island
Era Island är en ö i Kanada.   Den ligger i territoriet Nunavut, i den nordöstra delen av landet, 2 500 km norr om huvudstaden Ottawa. Arean är 23,3 kvadratkilometer.
Terrängen på Era Island är mycket platt. Öns högsta punkt är 7 meter över havet. Den sträcker sig 7,0 kilometer i nord-sydlig riktning, och 5,7 kilometer i öst-västlig riktning.
Trakten runt Era Island består i huvudsak av gräsmarker. Trakten runt Era Island är nära nog obefolkad, med mindre än två invånare per kvadratkilometer.